# نیروگاه برق آبی کرورویایت
نیروگاه برق آبی کرورویایت (به لاتین: Cårrujavrit Hydroelectric Power Station) یک نیروگاه برقابی در نروژ است که در Kvænangen واقع شده‌است.